# Ráma
Ráma (IAST:Rāma, dévanágari írással राम) illetve Rámacsandra Ajodhja legendás királya volt az ősi Indiában. A hindu tanok szerint ő Visnu hetedik Avatárja. Tetteit a Rámájana foglalja össze.